# Віттлсі (Вісконсин)
Віттлсі (англ. Whittlesey) — переписна місцевість (CDP) в США, в окрузі Тейлор штату Вісконсин. Населення — 97 осіб (2020).

## Географія
Віттлсі розташоване за координатами 45°13′14″ пн. ш. 90°19′24″ зх. д. / 45.22056° пн. ш. 90.32333° зх. д. (45.220619, -90.323224).  За даними Бюро перепису населення США в 2010 році переписна місцевість мала площу 2,92 км², уся площа — суходіл.

## Демографія
Згідно з переписом 2010 року, у переписній місцевості мешкало 105 осіб у 43 домогосподарствах у складі 33 родин. Густота населення становила 36 осіб/км².  Було 47 помешкань (16/км²).
Расовий склад населення:
| - 100,0 % — білих |

До двох чи більше рас належало 0,0 %. Частка іспаномовних становила 0,0 % від усіх жителів.
За віковим діапазоном населення розподілялося таким чином: 23,8 % — особи молодші 18 років, 59,1 % — особи у віці 18—64 років, 17,1 % — особи у віці 65 років та старші. Медіана віку мешканця становила 38,8 року. На 100 осіб жіночої статі у переписній місцевості припадало 90,9 чоловіків;  на 100 жінок у віці від 18 років та старших — 90,5 чоловіків також старших 18 років.
Середній дохід на одне домашнє господарство  становив 55 343 долари США (медіана — 34 792), а середній дохід на одну сім'ю — 83 305 доларів (медіана — 64 375). За межею бідності перебувало 12,2 % осіб, у тому числі 0,0 % дітей у віці до 18 років та 20,0 % осіб у віці 65 років та старших.
Цивільне працевлаштоване населення становило 73 особи. Основні галузі зайнятості: фінанси, страхування та нерухомість — 19,2 %, будівництво — 19,2 %, мистецтво, розваги та відпочинок — 16,4 %.